# لارس أندرسون (لاعب كرة قاعدة)
لارس أندرسون (بالإنجليزية: Lars Anderson) هو لاعب كرة قاعدة أمريكي، ولد في 25 سبتمبر 1987 في أوكلاند في الولايات المتحدة.

## وصلات خارجية
- لارس أندرسون على موقعبيزبول رفرنس.كوم (الدوري الرئيسي) (الإنجليزية)
- لارس أندرسون على موقعبيزبول رفرنس.كوم (الدوري الثانوي) (الإنجليزية)